# Mazori Sharif
|  | No s'ha de confondre amb la ciutat afgana de Mazar-i-Sharif. |

Mazori Sharif (en Tadjik: Мазори Шариф), també transliterat com a Mazar-i-Sharif, Mazor-i-Sharif o Masori Sharif, és un poble del Tadjikistan que pertany al Jamoat de Layeq Sherali, inclòs dins del districte de Panjakent. Està situat a uns 25 quilòmetres al sud-est de la ciutat de Panjakent, i a uns 120 quilòmetres al nord-oest de Dushanbe, la capital del país. Mazori Sharif significa literalment "la tomba del sant" i és un topònim força habitual en indrets musulmans. L'any 2017, tenia una població de 1.474 habitants. Aquesta localitat destaca pel fet de ser el lloc de naixement del poeta i iranòleg Layeq Sherali i pel Mausoleu de Mohammad Bashoro, que data del segle XI-XII i és un dels quinze indrets inclosos a la llista indicativa de la UNESCO per Tadjikistan.